# Açailândia
Açailândia è un comune del Brasile nello Stato del Maranhão a un'elevazione di 240 metri, parte della mesoregione dell'Oeste Maranhense e della microregione di Imperatriz. Si stima che la sua popolazione sia di 104 047 abitanti, rendendola l'ottava città più grande dello stato. Il nome della città significa "terra degli açaí". 
La città è un importante centro di produzione agroalimentare, avendo la più grande quantità di bestiame del Maranhão. La più grande attività economica è la produzione di ghisa. Açailândia è parte del corridoio di sviluppo di Carajas e molti dei lavoratori che producono carbone nella zona abitano nella città.
Le origini di Açailândia sono recenti e datano alla costruzione dell'autostrada Belém-Brasília del 1958, quando le terre fertili nei dintorni del torrente Açailândia attirarono l'attenzione di chi era impegnato a costruire l'autostrada. Per un po' di tempo la città fu considerata un distretto della città di Imperatriz, la seconda città più grande del Maranhão.